# Leuchtturm von Cape D’Aguilar
Der Leuchtturm von Cape D’Aguilar (chinesisch 德忌立角燈塔 / 德忌立角灯塔, Pinyin Déjìlìjiǎo Dēngtǎ, Jyutping Dak1gei6lap6gok3 Dang1taap3), im Chinesischen meist als Hok Tsui Beacon (鶴咀燈塔 – „Kranichschnabel-Leuchtturm“) bekannt, benannt nach der lokalen chinesischen Bezeichnung der D’Aguilar-Halbinsel (鶴咀半島, englisch D’Aguilar Peninsula – „Kranichschnabel-Halbinsel“).. Der Leuchtturm von Cape D’Aguilar ist der erste und damit älteste Leuchtturm Hongkongs. Er liegt auf der Landzunge Cape D’Aguilar ⊙ im äußersten Südosten von Hong Kong Island nahe der kleinen Ortschaft Shek O (石澳 – „Felsenbucht, Steiniger Bucht“) ⊙ östlich von Stanley und gehört verwaltungstechnisch zum Southern District. Der Standort und die Umgebung des Leuchtturms genießen seit 1975 gesetzlich besonderen Schutz. Da auf der D’Aguilar-Halbinsel geologisch seltene Zusammensetzungen und biologisch wertvolle Tier- und Pflanzenarten entdeckt wurden, gehört sie als „Site of Special Scientific Interest“, kurz „SSSI“ zu den Naturschutzgebieten Hongkongs nach britischem Vorbild.

## Beschreibung
Der über 140 Jahre alte runde, weiß bemalte Granitturm ist 9,7 Meter hoch. Im oberen Bereich verbreitert er sich zu einer runden Plattform. Der Fuß des Turms ist, ebenso wie die eiserne Eingangstür, von massiven Steinblöcken eingefasst. Etwa auf halber Höhe befindet sich ein Fenster. Darunter ist die Zahl 158 aufgemalt, die Ordnungsnummer des Leuchtturms beim Hongkonger Hafenamt (englisch Marine Department). Die Kennung besteht aus einem weißen Blitz mit einer Wiederkehr von 15 Sekunden (Fl.W.15s). Das Leuchtfeuer des Turms hat eine Reichweite von bis zu 23 Seemeilen.

## Geschichte
Seit Beginn der 1870er-Jahre hatte der Schiffsfracht-Verkehr im Südchinesischen Meer und in Victoria Harbour stark zugenommen. Händler hatten daher den Bau von Leuchttürmen gefordert, um die Sicherheit im Schiffsverkehr zu gewährleisten. Es wurden drei mögliche Standorte für die Leuchtfeuer ausgemacht, nämlich Waglan Island ⊙, der Nordosten von Lamma Island ⊙ und Gap Rock ⊙. Diese lagen allerdings alle außerhalb der Kontrolle der Briten und die chinesische Regierung war nicht bereit, diese Gebiete zu verpachten. Aus diesem Grund wurden 1873 drei alternative Orte für Leuchttürme festgelegt, nämlich neben Cape d’Aguilar, die Insel Green Island westlich vor Hong Kong Island ⊙ und Cape Collinson⊙ nahe Siu Sai Wan. 1874 wurde der Leuchtturmwärter Archibald Baird aus London eingestellt. 1875 kündigte die Regierung an, am 16. April das erste Leuchtfeuer Hongkongs auf Cape D’Aguilar zu eröffnen. Dieses war mit einer Fresnel-Linse ersten Grades ausgestattet. Die Befeuerung des Leuchtfeuers erfolgte mittels Kohle- bzw. Stadtgas. Der Bau der gesamten Anlage kostete damals 15.000 HK$. Bereits 1896 wurde der Betrieb des Leuchtturms eingestellt, weil der 1893 errichtete Leuchtturm von Waglan Island die Navigationsleistung übernommen hatte. 1905 wurde die Linse entfernt und in den Leuchtturm von Green Island eingebaut, der bis dato nur über eine Linse vierte Ordnung verfügte. 1975 wurde der nun 100-jährige Leuchtturm mit automatischer Steuerung wieder in Betrieb genommen. Seit 2000 ist das Bauwerk beim lokalen Denkmalamt als historisches Bauwerk gelistet. Seit 2006 ist der historisch wertvolle Turm denkmalgeschützt. 2010 veröffentlichte das Postamt von Hongkong eine Briefmarke mit dem Leuchtturm als Motiv zum Gedenken.

## Galerie

Leuchtturm und Cape D’Aguilar
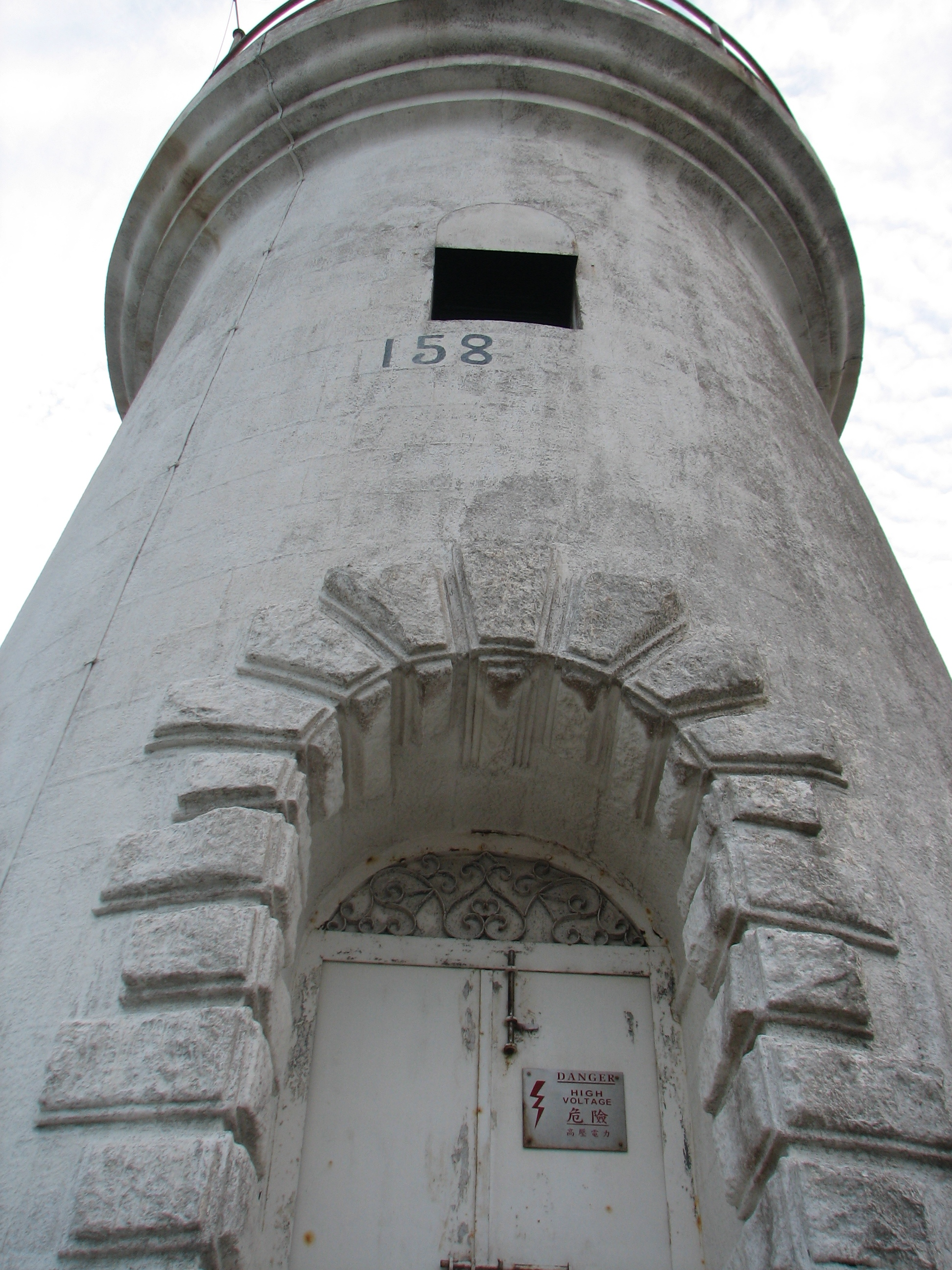
Turmeingang, 2010
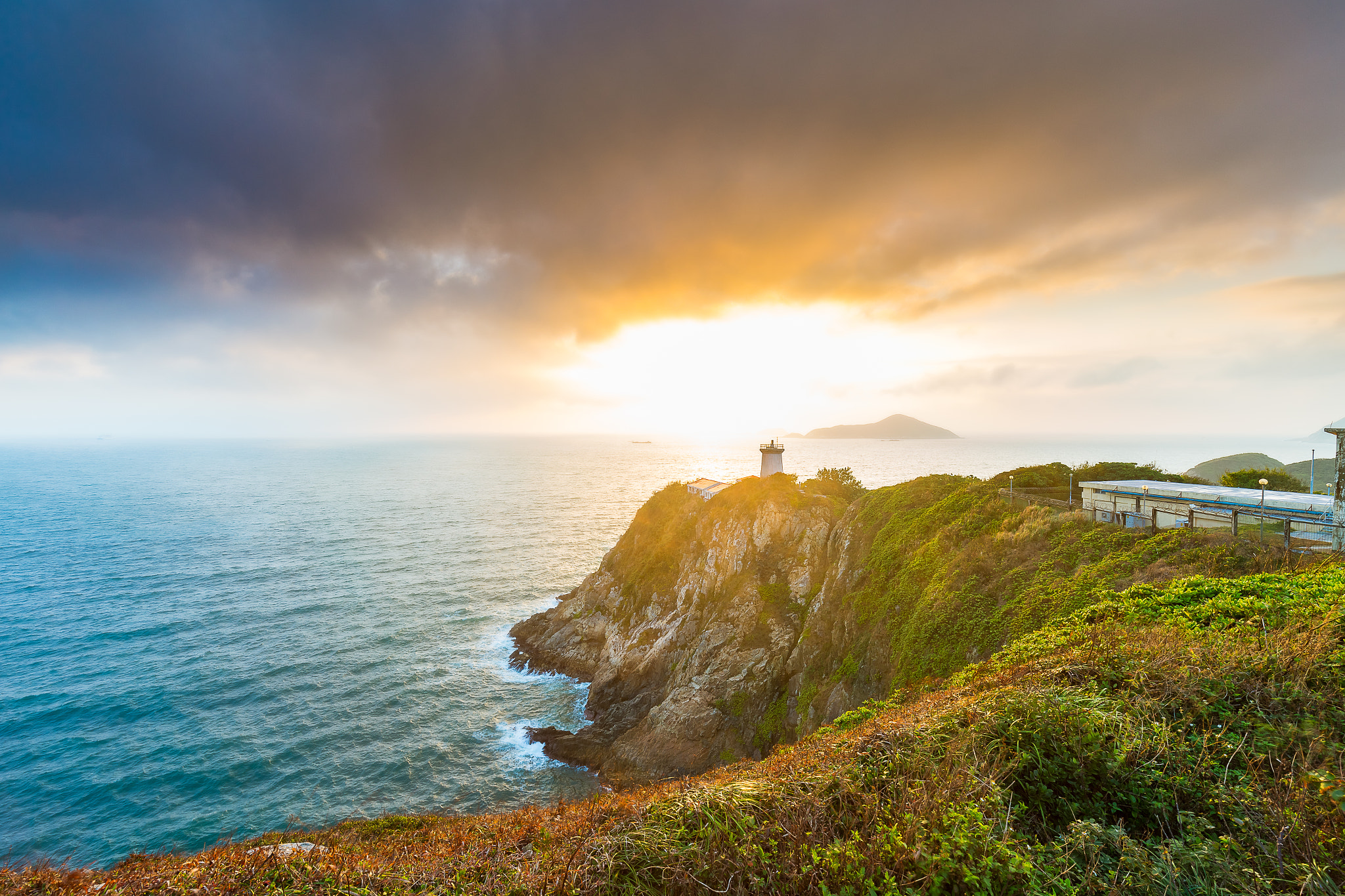
Cape D’Aguilar – Sonnenaufgang, 2006
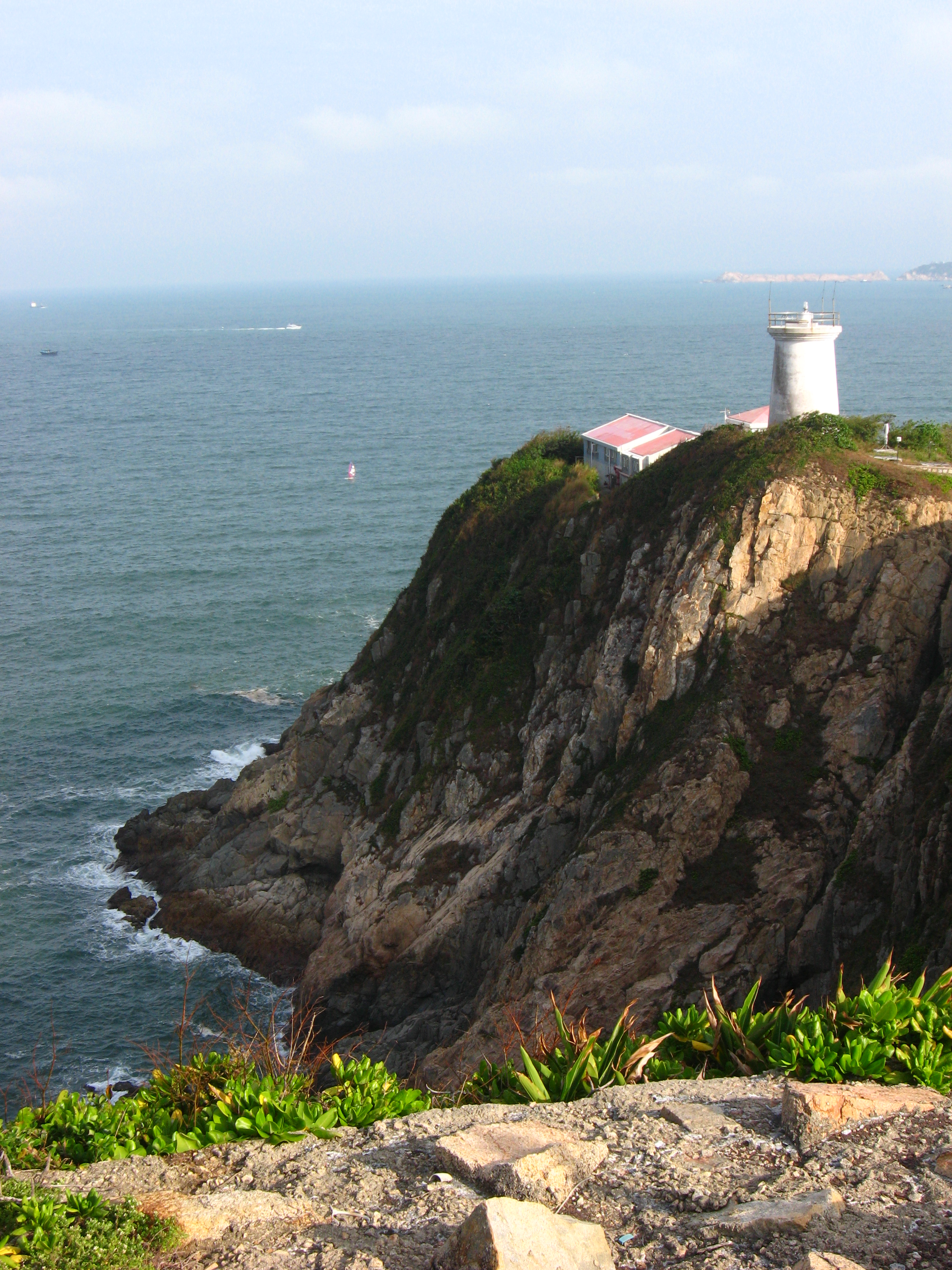
Leuchtturm, 2009
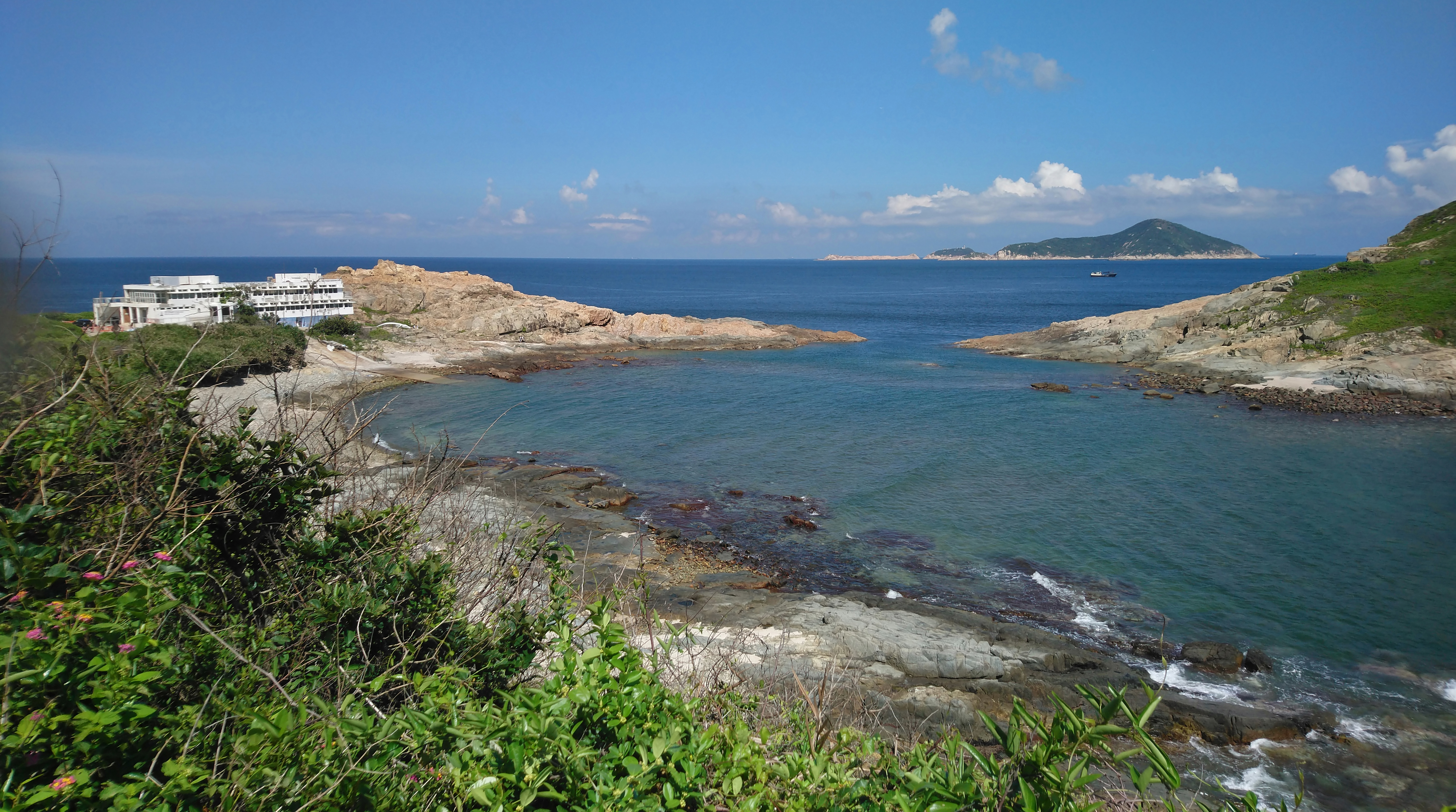
Halbinsel D’Aguilar – Swire Institute of Marine Science (links oben), 2018